# کلودیا زوولینسکا
کلودیا زوولینسکا (انگلیسی: Klaudia Zwolińska؛ زادهٔ ۱۸ دسامبر ۱۹۹۸) قایقران کایاک زن اهل لهستان است.
وی در مسابقات کشوری و بین‌المللی در مجموع برندهٔ ۶ مدال طلا، ۹ مدال نقره، ۷ مدال برنز شده است.